# Бакумацу
Бакумацу (яп. 幕末, дос. «кінець сьогунату») — бунтівний час в історії Японії, завершальна частина епохи Едо, що охоплює період з 1853 до 1869 рік: від прибуття у країну «чорних кораблів» американського комодора Меттью Перрі до кінця громадянської війни Босін. Підсумком бакумацу стала реставрація Мейдзі: скасування сьогунату Токугава і перехід влади до імператора.

## Історія
Період бакумацу характеризувався сплеском націоналістичних і ксенофобських настроїв, що поєднувалося водночас з великим інтересом до європейських наук і технологій. Саме в цей час Японія вимушенно припинила самоізоляцію і підписала декілька нерівноправних договорів із західними державами, першою з яких у 1854 році стали США. Іноземці одержали в Японії широкі права: відкриття морських портів для торгівлі, низькі митні збори, право на екстериторіальність своїх консульств. Все це викликало глибоке невдоволення частини населення, яке відмовилася від підтримки сьогуна і почало покладати надії на імператора, котрий, на думку невдоволених, мусив вигнати європейських «варварів» із японської землі. Противники сьогуна, які об'єдналися під лозунгом Сонно дзьої («Шануймо Імператора, виженемо варварів!»), були відповідальні за численні вбивства іноземців, особливо на початку 1860-х років.
Сьогунський уряд вдавався до жорстких заходів у відповідь щодо невдоволених, зокрема, влаштував Ансейську чистку, організатором якої був тайро Ії Наосуке. Однак, після його вбивства у 1860 році, сьогунський уряд фактично лишився керівника і поступово почав програвати у протистоянні. Бунтівні князівства, такі як Тьосю, Сацума і Тоса, за допомогою Великої Британії та Франції модернізували свої армії, давши їм сучасну на той момент європейську зброю. Ефект від переозброєння і реорганізації проявився 1866 року, коли провалилася каральна експедиція, організована сьогунським урядом проти Тьосю. У 1867 році останній сьогун Токуґава Йосінобу відмовився від влади і уступив її молодому імператору Муцухіто. Незабаром після цього вірні сьогуну почали війну Босін, однак їхнії опір був швидко придушений. Кінець сьогунату став доконаним фактом, і почалася нова епоха Мейдзі.
Проте причини падіння сьогунату набагато складніші, ніж суто прибуття європейців у країну та військова міць, що призвела до руйнування діючого уряду. Реставрація Мейдзі стала можливою багато в чому завдяки загальному стану соціальної та економічної сфери феодальної Японії кінця ХІХ століття, де на той момент існувала велика кількість проблем.